# Gazociąg Północny

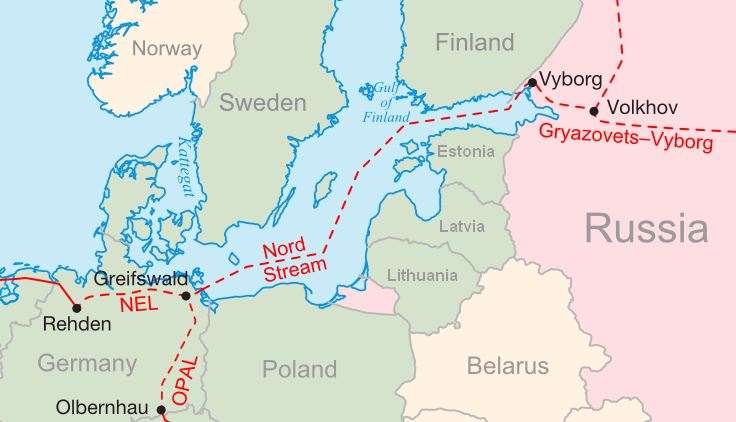
Schematyczna trasa Gazociągu Północnego

Gazociąg Północny, oficjalna nazwa Nord Stream – gazociąg z Wyborgu w Rosji do Greifswaldu w Niemczech, poprowadzony po dnie Morza Bałtyckiego z ominięciem ewentualnych państw tranzytowych (Polski i krajów bałtyckich), używany do transportu gazu ziemnego w latach 2011–2022. Jego długość wynosi 1222 km, co czyni go najdłuższym gazociągiem morskim na świecie.
Pierwsza nitka gazociągu została oddana do użytku 8 listopada 2011, a druga 8 października 2012. Przesył gazu przez gazociąg został wstrzymany przez stronę rosyjską 31 sierpnia 2022, natomiast 26 września 2022 został uszkodzony wskutek wybuchów w jego pobliżu.

## Udziałowcy konsorcjum
29 sierpnia 2006 rosyjska firma Gazprom oraz niemieckie firmy E.ON Ruhrgas i BASF podpisały w Moskwie porozumienie końcowe dotyczące budowy Gazociągu Północnego i utworzenia konsorcjum Nord Stream. 10 czerwca 2008 do konsorcjum dołączyła holenderska firma Nederlandse Gasunie.
W konsorcjum Nord Stream 51% udziałów ma Gazprom, po 20% niemieccy partnerzy Wintershall należący do BASF i E.ON Ruhrgas oraz 9% Nederlandse Gasunie. Gasunie, która później dołączyła do konsorcjum, przejęła po 4,5% udziałów niemieckich partnerów.

## Przebieg gazociągu
Gazociąg Północny przebiega z miejscowości Babajewo w rosyjskim obwodzie wołogodzkim do brzegu Morza Bałtyckiego w Wyborgu, a następnie dnem Morza Bałtyckiego do Lubmina koło Greifswaldu w Niemczech.
Jego całkowita długość wynosi 1222 km, w tym 1189 km wynosi odcinek podmorski. Odcinki końcowe przebiegają przez wody terytorialne Rosji i Niemiec, zaś pozostała, przeważająca część przebiega przez strefy ekonomiczne Szwecji, Finlandii i Danii. Jako pierwsza zgodę wydała Dania, następnie Szwecja i Finlandia.

## Budowa

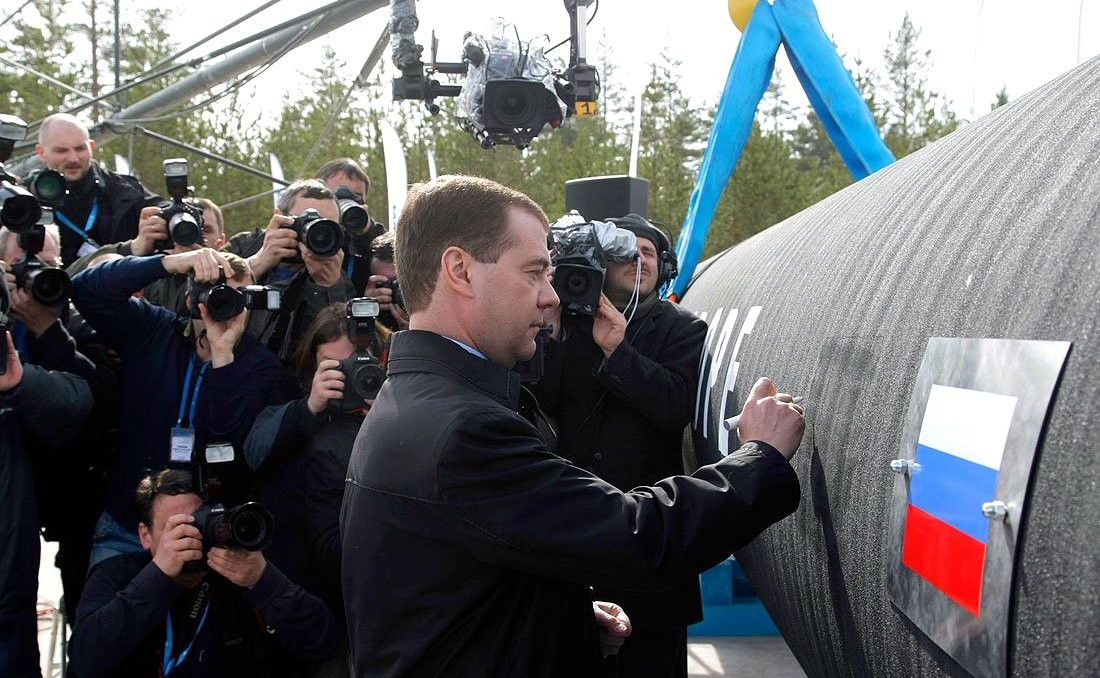
Prezydent Rosji Dmitrij Miedwiediew podczas uroczystości otwarcia budowy gazociągu (9 kwietnia 2010)

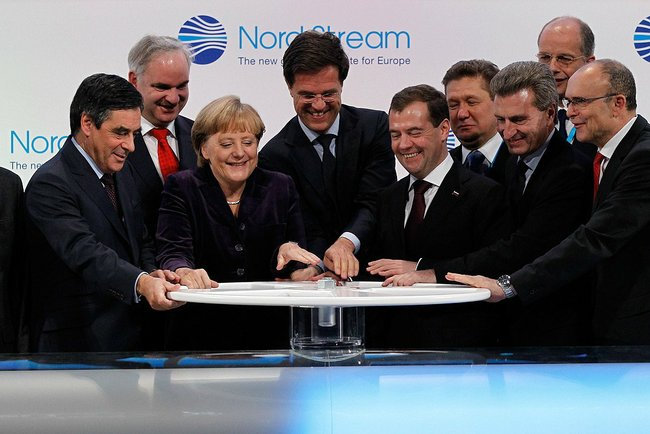
Ceremonia oddania do użytku – na zdjęciu Angela Merkel, Dmitrij Miedwiediew, Mark Rutte i François Fillon (8 listopada 2011)

Umowę o rozpoczęciu budowy Gazociągu Północnego podpisano 8 września 2005.
9 kwietnia 2010 w okolicach Gotlandii nastąpiło oficjalne otwarcie budowy Gazociągu Północnego z udziałem m.in. Dmitrija Miedwiediewa i Gerharda Schrödera. Prace budowlane rozpoczęto od ułożenia pierwszego odcinka gazociągu. Tempo układania podmorskiego odcinka gazociągu szacowano na około 2,5 km dziennie.
Pierwsza nitka gazociągu została oddana do użytku 8 listopada 2011, natomiast otwarcie drugiej nastąpiło 8 października 2012.
W budowie instalacji gazociągu udział brała rosyjska Flota Bałtycka. Okręty hydrograficzne brały udział w wyznaczaniu przebiegu tej linii, a bezzałogowe batyskafy wojskowe układały jej instalacje. Według założeń po zakończeniu budowy przedsięwzięcie to ma ochraniać rosyjska marynarka wojenna.

## Racjonalność ekonomiczna
Koszt budowy Gazociągu Północnego przewidywany był na 7,4 miliarda euro, znacznie więcej niż gazociąg poprowadzony alternatywną drogą lądową. Inwestorzy uzasadniali sensowność ekonomiczną oszczędnością opłat tranzytowych. Według zapewnień prezydenta Rosji, Władimira Putina, po oddaniu pierwszej nitki gazociąg miał osiągnąć przepustowość 27 miliardów m³ gazu rocznie oraz 55 mld m³ rocznie po oddaniu do użytku drugiej nitki.
Strony rosyjska i niemiecka zgodnie twierdziły, że wysokie koszty budowy gazociągu prowadzonego trasą bałtycką zostaną zrównoważone brakiem kosztów tranzytu przez Polskę, Litwę, Łotwę oraz Białoruś lub Ukrainę, zatem projekt ten, jako inwestycja długoterminowa, ma uzasadnienie ekonomiczne. Spółka Nord Stream, zajmująca się budową Gazociągu Północnego, nie przeprowadziła jednak rozmów ani konsultacji w sprawie opłat tranzytowych przesyłu gazu w przypadku wybudowania gazociągu lądowego. Ponadto do dziś nie są znane koszty usunięcia pozostałości broni chemicznej i biologicznej zatopionej po II wojnie światowej na dnie Bałtyku, której część znajduje się na trasie przebiegu Gazociągu Północnego. Do dziś nie są również oszacowane szkody, jakie budowa gazociągu spowoduje w środowisku dla flory i fauny wód i dna Bałtyku. Do dziś też nie wiadomo, o ile koszty eksploatacji gazociągu, poprowadzonego po dnie Bałtyku, przewyższą koszty eksploatacji gazociągu poprowadzonego drogą lądową (pomijając opłaty tranzytowe).
Według przeciwników projektu, głównie polityków z Polski i z krajów bałtyckich, przedstawione wyżej tezy, brak konsultacji z Polską, Litwą i Estonią, zaangażowanie kanclerza Niemiec, Gerharda Schrödera, niemieckiego MSZ oraz następnej kanclerz Angeli Merkel do forsowania projektu wbrew argumentom ekonomicznym i zagrożeniom ekologicznym Bałtyku uzasadniają stwierdzenie, że budowa Gazociągu Północnego jest projektem politycznym, a nie ekonomicznym, i jako taka grozi spójności Unii Europejskiej stwarzając zagrożenie dla bezpieczeństwa energetycznego oraz ekonomicznego krajów, które w przyjętym przebiegu gazociąg pomija.
Według zwolenników projektu Gazociąg Północny ma uzasadnienie ekonomiczne, ponieważ Polska i kraje bałtyckie określane są przez Rosję jako mało przewidywalne i istnieją obawy przerwania dostaw gazu w przypadku konfliktu politycznego lub ekonomicznego Rosji z którymś z nich. W przypadku długoterminowych inwestycji infrastrukturalnych pewność zysku jest ważniejsza od jego wysokości. Zwracają także uwagę na fakt, że polskie władze nie protestowały przeciwko zagrożeniom ekologicznym oraz nie zwracały uwagi na racjonalność ekonomiczną w przypadku projektu budowy gazociągu norweskiego.

## Kontrowersje
„(…) Rurociąg pod wieloma względami pozostaje w wyraźnej sprzeczności z interesem polskim: Polska straci na znaczeniu jako kraj tranzytowy rosyjskiego gazu do Europy Zachodniej. Gazociąg Nord Stream udaremni realizacje alternatywnych projektów Jamał II i rurociągu Amber. Jednocześnie Polska nie spodziewa się żadnych korzyści ekonomicznych z tytułu realizowanego projektu, gdyż jako kraj nie uczestniczy w tej transakcji. Co więcej, konflikt z Rosją mógłby wpłynąć negatywnie na bezpieczeństwo energetyczne Polski”.

Gazociąg Północny jest poddawany międzynarodowej krytyce, najsilniejszej ze strony Polski i państw bałtyckich, z następujących powodów:
- Gazociąg jest postrzegany jako przedsięwzięcie polityczne, mające na celu ominięcie Polski i krajów bałtyckich jako krajów tranzytowych[16] i z tego powodu Polska i kraje bałtyckie obawiają się możliwości używania dostaw gazu jako instrumentu wywierania nacisku politycznego lub ekonomicznego przez Rosję. Jako przykład takiej polityki Rosji podaje się konflikt naftowy z Ukrainą z 2005 roku. Były polski minister obrony narodowej, a następnie minister spraw zagranicznych, Radosław Sikorski, przyrównał nawet umowę o budowie gazociągu do paktu Ribbentrop-Mołotow[17].
- Podważana jest racjonalność ekonomiczna przedsięwzięcia. Jego projektantom i wykonawcom zarzuca się nieuwzględnienie ogromnych kosztów obsługi i konserwacji gazociągu biegnącego po dnie morza, które, zdaniem przeciwników projektu, przewyższą korzyści wynikające z uniknięcia opłat tranzytowych.
- Omijane gazociągiem kraje podnoszą kwestię obniżenia swojego bezpieczeństwa energetycznego.
- Wskazywane jest ryzyko katastrofy ekologicznej Bałtyku, spowodowanej uwolnieniem zalegającej na dnie Bałtyku broni chemicznej, zatapianej tam po obydwu wojnach światowych w beczkach, kontenerach i wrakach okrętów, co mogłoby spowodować nieodwracalne zniszczenie ekosystemu Bałtyku[18]. Rosja uważa te obawy za nieuzasadnione twierdząc, że budowa gazociągu przyczyni się raczej do oczyszczenia Bałtyku z owych groźnych składowisk.
- Zastrzeżenia ekologów dotyczą również naruszenia dna morskiego i skał, będących siedliskiem dla żywych organizmów (wykop szeroki na 15 m) oraz zagrożeń dla rezerwatów w Zatoce Greisfwaldzkiej[19]
- Podnosi się kwestię uzależnienia Europy Zachodniej od jednego źródła gazu. Budowa gazociągu bałtyckiego jest postrzegana jako próba zwiększenia uzależnienia Unii Europejskiej od dostaw rosyjskich[20].
- Pojawiły się również pytania, czy gazociąg nie narusza wyłącznej strefy ekonomicznej Estonii[21].
- Gazociąg może ograniczać rozwój portu w Świnoujściu; Zarząd Portów Szczecin i Świnoujście złożył odwołanie od zgody hamburskiego Urzędu Hydrografii i Żeglugi na budowę (gazociąg blokuje dostęp jednostkom o zanurzeniu powyżej 15 m[22]).

Rosjanie odpowiadają, że powyższe zarzuty są motywowane politycznie i ekonomicznie; według symulacji najwięcej na budowie gazociągu północnego straci Polska, a chodzi o kwoty rzędu miliardów dolarów.

## Skandal polityczny w Niemczech
Silnymi obrońcami idei gazociągu od momentu, gdy projekt był jeszcze w fazie negocjacji, byli ówczesny kanclerz Niemiec Gerhard Schröder oraz ówczesny prezydent Rosji Władimir Putin. Umowa między Rosją a Niemcami w sprawie budowy gazociągu podpisana została 2 tygodnie przed wyborami parlamentarnymi w Niemczech 18 września 2005 roku, w których kanclerz Schröder stracił stanowisko. Wkrótce po wyborach były już kanclerz Gerhard Schröder objął stanowisko przewodniczącego rady nadzorczej konsorcjum powołanego do budowy gazociągu.
Przejście polityka bezpośrednio zaangażowanego w negocjacje do firmy będącej stroną tych negocjacji uznane zostało za skandal nie tylko przez media niemieckie, ale także przez międzynarodowe i ocenione jako konflikt interesów. Podniesiono zarzut, że decyzja o podpisaniu kontraktu z Rosją mogła być motywowana korzyściami osobistymi, nie zaś interesem Niemiec.
Podobne kontrowersje wywołało działanie fińskiego polityka Paavo Lipponena. Pełniąc funkcję premiera był on zwolennikiem projektu Gazociągu Północnego. Po zakończeniu działalności politycznej w 2008 został zatrudniony przez spółkę Nord Stream AG. Do jego obowiązków należy wspieranie Nord Stream w kontaktach z władzami i instytucjami fińskimi.

## Podleganie pod dyrektywę gazową
Podejmowano próby wyłączenia gazociągu spod wspólnotowego prawodawstwa, jednak sąd wspólnotowy odrzucił skargę spółki. Oznacza to, że istnieje rozbieżność między prawem rosyjskim i wspólnotowym. W praktyce, jeśli gaz będzie dostarczany do krajów Unii Europejskiej, to jedna firma nie może być jednocześnie właścicielem gazociągu i dostarczać gazu. Według szacunków zmniejszy to opłacalność Nord Stream 2 dla Gazpromu.

## Wyciek
26 września 2022 roku stacje pomiarowe na terenie Szwecji i Danii odnotowały podwodne eksplozje w pobliżu gazociągów Nord Stream 1 i Nord Stream 2, pierwszy wybuch o godzinie 2:03 w nocy, a drugi wybuch tego samego dnia, o 19:04 wieczorem. Obserwacje Morza Bałtyckiego z powietrza potwierdziły wycieki gazu z tych nitek. Wkrótce, media i niektórzy zachodnioeuropejscy politycy, zaczęli wskazywać na możliwość dokonania sabotażu, z podejrzeniem wskazującym Rosję, w związku z prowadzoną przez nią wojną na Ukrainie.
Po zakończeniu śledztwa dziennikarskiego, dziennikarze „Washington Post” o sabotaż nitek rurociągu obwiniły Siły Operacji Specjalnych Ukrainy.